# Gaia Cauchi
Gaia Cauchi M.Q.R. (ur. 19 listopada 2002 w Mġarr) – maltańska piosenkarka. Zwyciężczyni 11. Konkursu Piosenki Eurowizji Junior (2013).

## Życiorys
30 listopada 2013, reprezentując Maltę z utworem „The Start”, zwyciężyła w finale 11. Konkursu Piosenki Eurowizji Junior. Po zwycięstwie w konkursie Joseph Muscat ogłosił przyznanie Cauchi orderu Xirka Ġieħ ir-Repubblika, najwyższego odznaczenia w kraju. W wyniku licznych kontrowersji, które wywołała ta decyzja, piosenkarce przyznano order Midalja għall-Qadi tar-Repubblika.
W 2018 wzięła udział w 15. brytyjskiej edycji programu The X-Factor. W 2019 wydała singiel „Why Should I” i była nominowana do trzech nagród na gali rozdania Malta Music Awards.
11 grudnia 2022 wystąpiła gościnnie w finale 20. Konkursu Piosenki Eurowizji Junior.

## Dyskografia

### Single
| Rok                                                      | Tytuł                    | Najwyższa pozycja na liście | Album |
| Rok                                                      | Tytuł                    | MLT Dom. Air.               | Album |
| -------------------------------------------------------- | ------------------------ | --------------------------- | ----- |
| 2012                                                     | „Noti u Kliem”           | –                           | –     |
| 2013                                                     | „The Start”              | –                           | –     |
| 2014                                                     | „Floating on Air”        | –                           | –     |
| 2014                                                     | „#Together”              | –                           | –     |
| 2014                                                     | „Children of the Future” | –                           | –     |
| 2017                                                     | „Hey Hello”              | –                           | –     |
| 2019                                                     | „Why Should I?”          | –                           | –     |
| 2020                                                     | „Over You”               | 2                           | –     |
| 2021                                                     | „Message”                | –                           | –     |
| 2022                                                     | „Eye for an Eye”         | 7                           | –     |
| 2022                                                     | „Kewkba Feġġeja”         | –                           | –     |
| 2022                                                     | „Unlove Me”              | 4                           | –     |
| 2022                                                     | „11:11”                  | –                           | –     |
| 2023                                                     | „Why?”                   | 1                           | –     |
| 2024                                                     | „Sincerely, You”         | –                           | –     |
| 2024                                                     | „Cupid”                  | 1                           | –     |
| „–” oznacza, że singel nie był notowany na danej liście. |                          |                             |       |